# Let Me Live
Let Me Live – piosenka brytyjskiego zespołu rockowego Queen z albumu Made in Heaven (wydany też jako singiel w 1996, z utworami „Bicycle Race” i „Fat Bottomed Girls” na stronie B). Jest to jedyny utwór w historii zespołu, w którym Freddie Mercury, Roger Taylor i Brian May śpiewają razem (każdy po jednej zwrotce piosenki); we wszystkich pozostałych dominuje jeden lub dwóch wokalistów, a pozostali tworzą chórki. Fragmenty, w których muzycy śpiewają wspólnie przypominają styl gospel.
Utwór został pierwotnie zarejestrowany wspólnie z Rodem Stewartem w 1983 i miał trafić na album The Works (1984). Podczas prac nad wersją na album Made in Heaven musiano ją zmienić z powodu praw autorskich i podobieństwa do utworu „Piece of My Heart”.
W chórkach wzięli udział także Rebecca Leigh-White, Gary Martin, Catherine Porter i Miriam Stockley.